# Telothyria assimulata
Telothyria assimulata là một loài ruồi trong họ Tachinidae.